# Missões diplomáticas da Guatemala

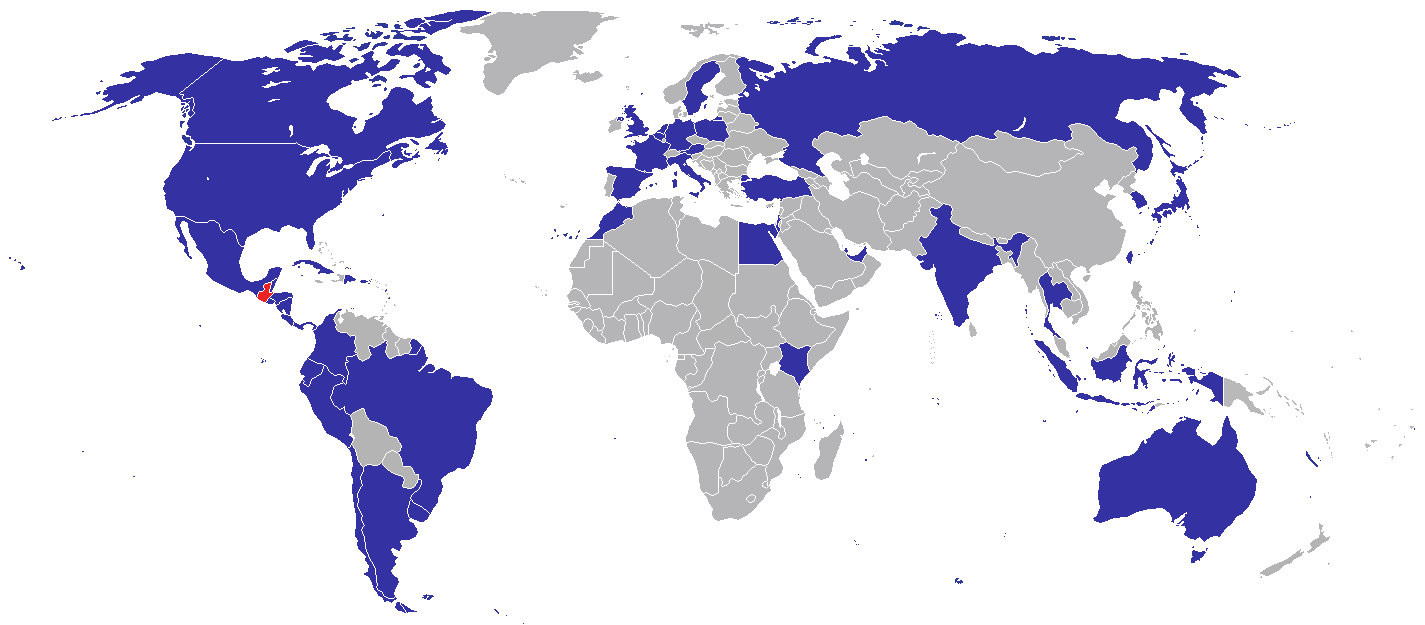
Missões diplomáticas da Guatemala

Abaixo estão listadas as embaixadas e consulados da Guatemala:

## África
- Egito
  - Cairo (Embaixada)
- Marrocos
  - Rabat (Embaixada)

## América
- Argentina
  - Buenos Aires (Embaixada)
- Belize
  - Belmopan (Embaixada)
  - Benque Viejo (Consulado-Geral)
- Brasil
  - Brasília (Embaixada)
- Canadá
  - Ottawa (Embaixada)
  - Montreal (Consulate-Geral)
- Chile
  - Santiago (Embaixada)
- Colômbia
  - Bogotá (Embaixada)
- Costa Rica
  - San José (Embaixada)
- Cuba
  - Havana (Embaixada)
- El Salvador
  - San Salvador (Embaixada)
- Equador
  - Quito (Embaixada)
- Estados Unidos
  - Washington, D.C. (Embaixada)
  - Atlanta (Consulado-Geral)
  - Chicago (Consulado-Geral)
  - Denver (Consulado-Geral)
  - Houston (Consulado-Geral)
  - Los Angeles (Consulado-Geral)
  - Miami (Consulado-Geral)
  - Nova Iorque (Consulado-Geral)
  - Phoenix (Consulado-Geral)
  - Providence (Consulado-Geral)
  - São Francisco (Consulado-Geral)
  - Silver Spring (Consulado-Geral)
  - Del Rio (Consulado-Geral)
  - McAllen (Consulado-Geral)
  - San Bernardino (Consulado-Geral)
  - Tucson (Consulado-Geral)
- Honduras
  - Tegucigalpa (Embaixada)
  - San Pedro Sula (Consulado)
- México
  - Cidade do México(Embaixada)

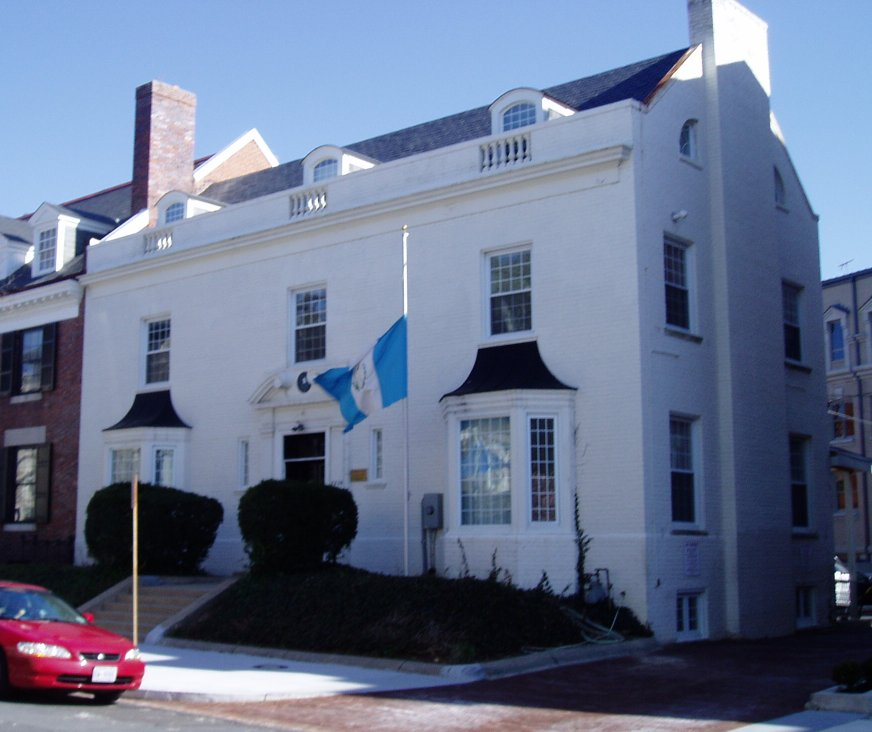
Embaixada da Guatemala em Washington, DC

  - Oaxaca de Juárez (Consulado-Geral)
  - Tenosique (Consulado-Geral)
  - Tijuana (Consulado-Geral)
  - Tuxtla Gutiérrez (Consulado-Geral)
  - Cidade do Veracruz (Consulado-Geral)
  - Ciudad Hidalgo (Consulado)
  - Comitán (Consulado)
  - Tapachula (Consulado)
  - Acayucan (Agência Consular)
  - Arriaga (Agência Consular)
- Nicarágua
  - Manágua (Embaixada)
- Panamá
  - Cidade do Panamá (Embaixada)
- Peru
  - Lima (Embaixada)
- República Dominicana
  - São Domingos (Embaixada)
- Trinidad e Tobago
  - Port of Spain (Embaixada)
- Uruguai
  - Montevidéu (Embaixada)
- Venezuela
  - Caracas (Embaixada)

## Ásia
- Índia
  - Nova Deli (Embaixada)
- Israel
  - Jerusalém (Embaixada)
- Japão
  - Tóquio (Embaixada)
- Coreia do Sul
  - Seul (Embaixada)
- Taiwan
  - Taipé (Embaixada)
- Tailândia
  - Banguecoque (Embaixada)

## Europe

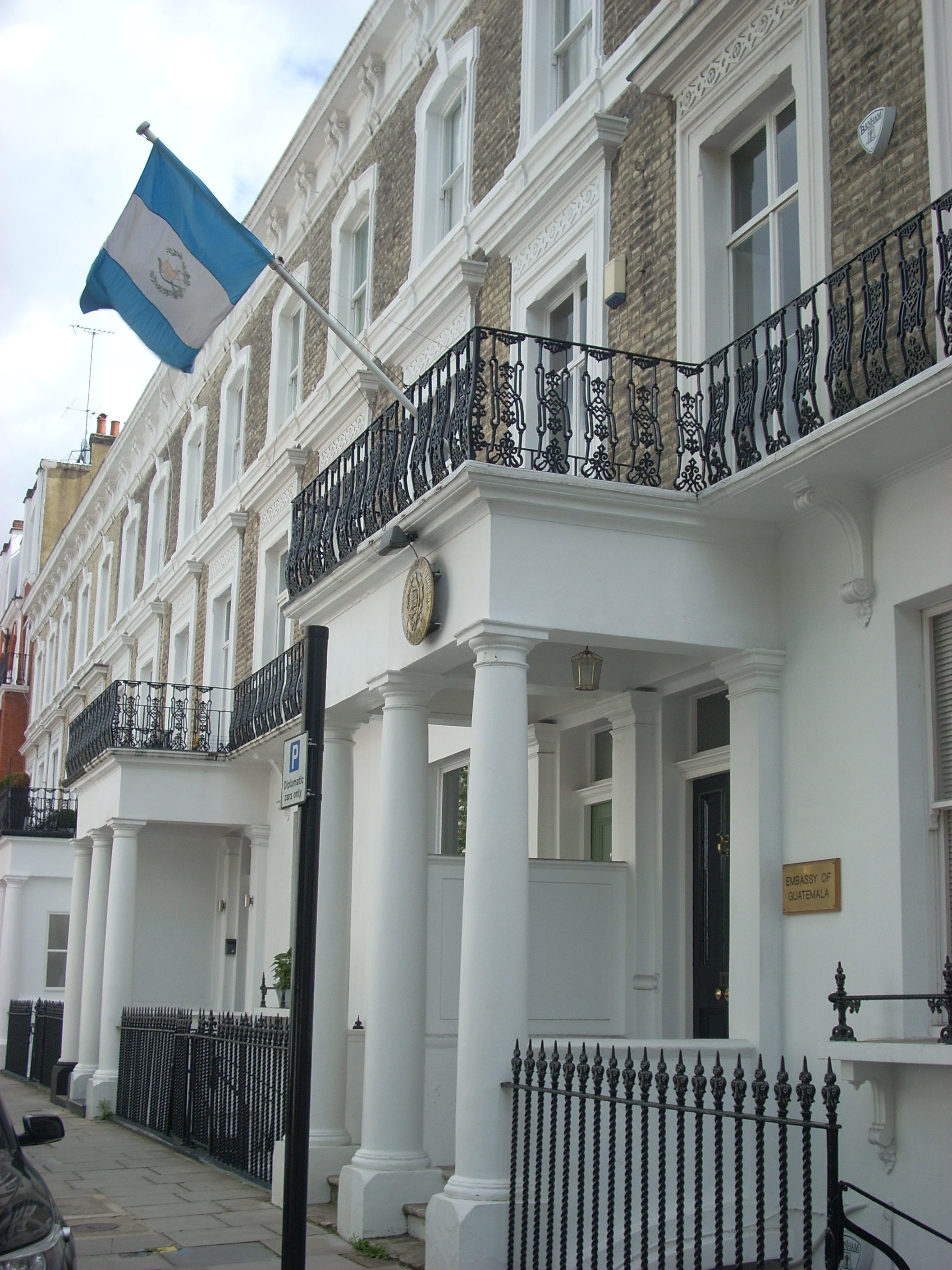
Embaixada da Guatemala em Londres

- Alemanha
  - Berlim (Embaixada)
- Áustria
  - Viena (Embaixada)
- Bélgica
  - Bruxelas (Embaixada)
- Espanha
  - Madrid (Embaixada)
- França
  - Paris (Embaixada)
- Itália
  - Roma (Embaixada)
- Noruega
  - Oslo (Embaixada)
- Países Baixos
  - Haia (Embaixada)
- Reino Unido
  - Londres (Embaixada)
- Rússia
  - Moscou (Embaixada)
- Santa Sé
  - Cidade do Vaticano (Embaixada)
- Suécia
  - Estocolmo (Embaixada)
- Suíça 
  - Berna (Embaixada)

## Oceania
- Austrália
  - Camberra (Embaixada)

## Organizações multilaterais
- Bruxelas (Missão permanente da Guatemala ante a União Europeia)
- Genebra (Missão permanente da Guatemala ante as Nações Unidas e organizações internacionais)
- Nova Iorque (Missão permanente da Guatemala ante as Nações Unidas)
- Paris (Missão permanente da Guatemala ante a UNESCO)
- Roma (Missão permanente da Guatemala ante a Organização das Nações Unidas para a Alimentação e a Agricultura)
- Washington, D.C. (Missão permanente da Guatemala ante a Organização dos Estados Americanos)